# 苏联元帅
蘇聯元帥（俄语：Маршал Советского Союза）是蘇聯工農紅軍與苏联武装力量军衔，1935年9月22日由中央執行委員會設置，苏联解体後廢除。蘇聯元帥是蘇聯第二高的軍階，僅次於苏联大元帅，共授予41人。蘇聯還於1940年設置「海軍元帥」（後改為「蘇聯海軍元帥」）作為蘇聯海軍最高級別軍階，地位與蘇聯元帥相同。

## 歷史

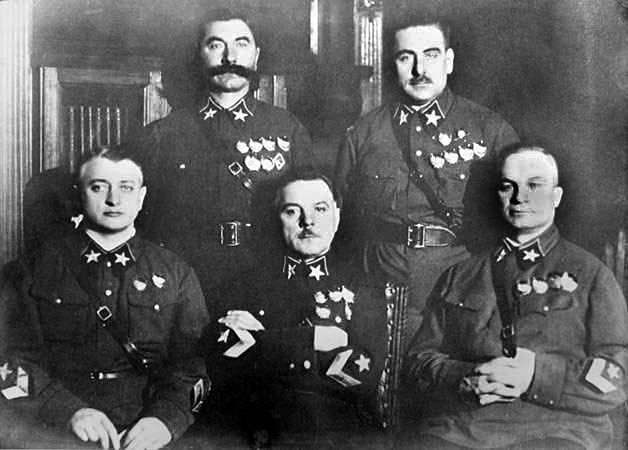
最早晉升的五位蘇聯元帥，前排由左至右為米哈伊爾·尼古拉耶維奇·圖哈切夫斯基、克利缅特·叶夫列莫维奇·伏罗希洛夫、亚历山大·伊里奇·叶戈罗夫，後排左右則分別為謝苗·米哈伊洛維奇·布瓊尼與瓦西里·康斯坦丁諾維奇·布柳赫爾

十月革命後，蘇維埃俄國政府為彰顯其軍隊與原帝俄軍隊本質上的差異，於1917年12月16日頒布法令將俄國軍隊的制服、軍階和識別標誌全部廢除，任何軍人僅以職務進行指揮工作，如陸軍分作排長、連長、營長、團長、師長等；海軍則為艦長、中隊長、支隊長等:3。直到1935年9月22日，為提高指揮幹部的威信，苏联中央执行委员会頒布第19號決議與苏联人民委员会第2135號決議《關於在工農紅軍中實施軍階制》（О введении персональных военных званий начальствующего состава РККА）的決議重新引進軍官軍階:38:3，包括中尉、上尉、大尉、少校、上校等，然而因與過去俄羅斯帝國陸軍軍事傳統過於密切，政治局拒不引入「將軍」（Генерал）一詞，取而代之的是從管理部隊之規模上描述的「旅級指揮員」、「師級指揮員」、「軍級指揮員」和「二級軍團級指揮員」和「一級軍團級指揮員」，另外就是高於指揮員的「蘇聯元帥」軍階:391。儘管蘇聯新式軍階可視為帝俄軍階的後繼者，能與各指揮單位相對應，但人民委員會的決議中對蘇聯元帥的職能與指揮的部隊缺乏描述，等同為表揚俄国内战中表現優異的高級指揮員而專門設置。
1935年11月20日，根據人民委員會決議，於11月22日授予第一批的五名高級將領蘇聯元帥軍階，分別為蘇聯國防人民委員克利缅特·叶夫列莫维奇·伏罗希洛夫、總參謀長亚历山大·伊里奇·叶戈罗夫、蘇聯國防副人民委員米哈伊爾·尼古拉耶維奇·圖哈切夫斯基、红旗远东特别集团军司令瓦西里·康斯坦丁諾維奇·布柳赫爾以及工農紅軍騎兵總監謝苗·米哈伊洛維奇·布瓊尼:4。在隨後的大清洗政治肅反運動中，五名元帥有三人被捕，叶戈罗夫與圖哈切夫斯基被判處死刑並行刑，布柳赫爾則在獄中被内务人民委员部刑訊人員嚴刑拷打而死。一直到蘇聯最高領導人约瑟夫·维萨里奥诺维奇·斯大林於1953年去世後，其繼任者尼基塔·謝爾蓋耶維奇·赫魯曉夫才成立了軍事法庭委員會重新調查以往軍人的死刑判決，為上述三人平反:392。1940年5月7日，又有三人晉升為蘇聯元帥，分別是繼伏罗希洛夫為國防人民委員的谢苗·康斯坦丁诺维奇·铁木辛哥、總參謀長鮑里斯·米哈伊洛維奇·沙波什尼科夫與副國防人民委員兼軍械部部長格里戈里·伊万諾維奇·庫利克，皆因在蘇芬戰爭中立過功績而獲得晉升:4。

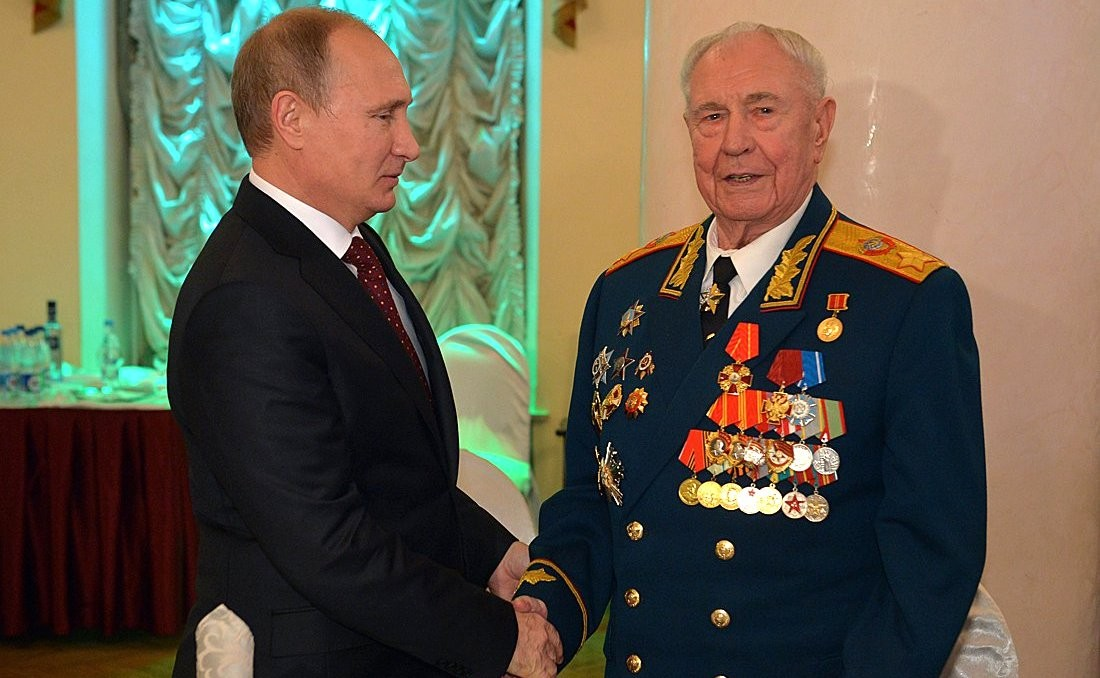
2014年，俄罗斯总统弗拉基米尔·普京出席蘇聯元帥德米特里·季莫費耶維奇·亞佐夫（右）90歲高壽生日宴會。亞佐夫是蘇聯解體前最後一位被晉升的蘇聯元帥，後於2020年2月25日95歲高齡辭世，也是最後一位過世的蘇聯元帥

在1941年至1945年苏德战争期間，蘇軍大規模的擴編使蘇聯元帥的總人數大為增加，此一軍階被授予6名戰功彪炳的方面軍司令、蘇聯第一副國防人民委員、最高統帥部副最高統帥格奧爾基·康斯坦丁諾維奇·朱可夫、總參謀長職務的亞歷山大·米哈伊洛維奇·華西列夫斯基以及時任蘇聯武裝力量最高統帥、蘇聯國防委員會主席、蘇聯國防人民委員、蘇共中央總書記的史達林等人:4。另外，有資料指出原預計於1945年2月23日晉升方面軍司令伊萬·丹尼洛維奇·切爾尼亞霍夫斯基大將為蘇聯元帥，但切爾尼亞霍夫斯基在當年2月18日便在戰場上意外中彈死亡。1945年6月27日，史達林還被進一步晉升為苏联大元帅，儘管有關資料顯示史達林對此表示後悔，並未真正接受晉升，也一直拒絕身穿大元帥制服:548:5。戰後，史達林於1945年至1947年又晉升了三名蘇聯元帥，分別為蘇聯內務人民委員、人民委員會副主席、國防委員會副主席拉夫連季·帕夫洛維奇·貝利亞、蘇軍駐德集群總司令、蘇聯駐德軍事管局總指揮兼對德管制委員會蘇方委員瓦西里·丹尼洛维奇·索科洛夫斯基與蘇聯部長會議副主席兼蘇聯武裝力量部部長尼古拉·亞歷山德羅維奇·布爾加寧:5。
在赫魯雪夫主政的1953年至1964年期間，共九人獲得晉升，其中有六人於1955年3月11日晉升，分別為國防部總監察長伊万·霍夫汉内斯·巴格拉米扬、國防部副部長兼国土防空军司令謝爾蓋·謝苗諾維奇·比留佐夫、蘇聯駐德集群司令安德烈·安东诺维奇·格列奇科、北高加索軍區司令安德烈·伊萬諾維奇·葉廖緬科、莫斯科軍區司令基里爾·謝苗諾維奇·莫斯卡連科與基輔軍區司令瓦西里·伊萬諾維奇·崔可夫:5。上述任命有文獻指出主要由當時的國防部長格奧爾基·康斯坦丁諾維奇·朱可夫所提倡，該人於二戰期間就與這些軍官相識:339。至1950年代末，由於蘇聯進入和平建設時期，不再有成批大量的晉升，而是時有補充，分別於1959年5月8日、1961年5月6日、1962年4月28日晉升時任蘇聯駐德集群司令馬特維·瓦西里耶維奇·扎哈羅夫、蘇聯陸軍總政治部主任菲利普·伊萬諾維奇·戈利科夫和莫斯科軍區司令尼古拉·伊万诺维奇·克雷洛夫:5。
1964年至1982年的列昂尼德·伊里奇·布里茲涅夫時代，共八人獲得晉升。除了布里茲涅夫授予自己外，分別為國防部第一副部長伊萬·伊格納季耶維奇·雅庫鮑斯基、國防部第一副部長兼華約聯合武裝部隊總司令维克托·格奥尔基耶维奇·库利科夫、國防部長德米特里·費奧多羅維奇·烏斯季諾夫、國防部副部長兼國土防空軍司令、華約武裝部隊副司令兼防空部隊司令帕維爾·費多羅維奇·巴季茨基、駐德集群總司令彼得·基里洛维奇·科舍沃伊、國防部第一副部長兼總參謀長尼古拉·瓦西里耶維奇·奧加爾科夫、國防部第一副部長謝爾蓋·列昂尼多維奇·索科洛夫。此後直至1991年蘇聯解體僅四人晉升，其中三人於1983年3月25日，分別為第一副總參謀長兼作戰部長謝爾蓋·費奧多羅維奇·阿赫羅梅耶夫、國防部副部長兼武裝力量後勤部部長謝苗·康斯坦丁諾維奇·庫爾科特金和國防部副部長兼陸軍總司令瓦西里·伊萬諾維奇·彼得羅夫，最後一位蘇聯元帥於1990年4月28日授予當時的國防部長德米特里·季莫费耶维奇·亚佐夫:5。
蘇聯解體後，所有蘇聯元帥都被勒令退役，並不再授予此軍銜。與其相對的，1993年2月11日的俄羅斯聯邦政府通過《徵兵和兵役法》，設立俄羅斯聯邦元帥軍銜，只曾於1997年11月21日授予過當時的國防部長伊戈爾·德米特里耶維奇·謝爾蓋耶夫一人:5。

## 出身背景與經歷統計

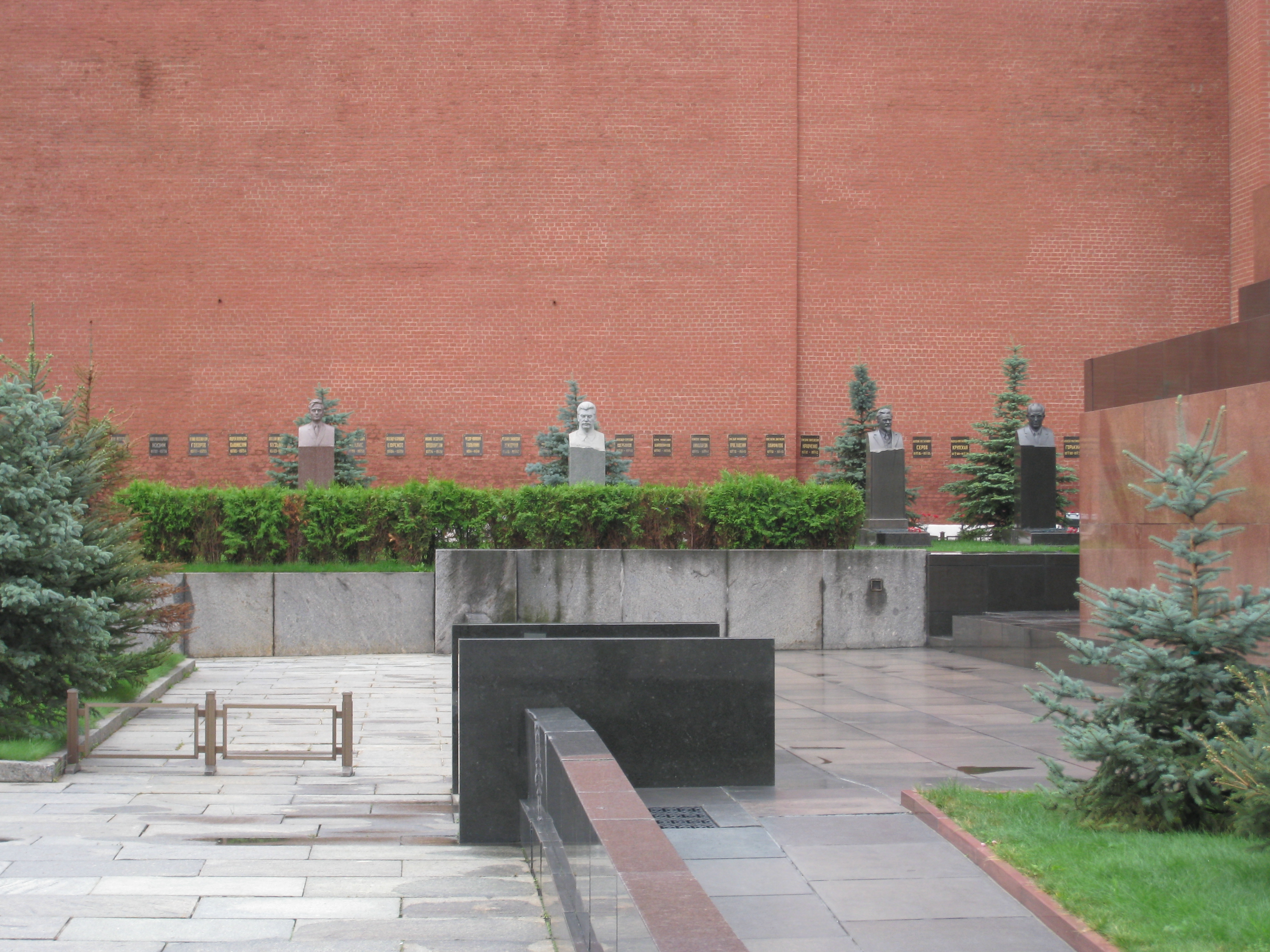
俄羅斯莫斯科紅場旁的克里姆林宮紅場墓園，大多數的蘇聯元帥長眠於此。

從41名元帥的出身來看，俄羅斯人佔絕大多數，其次為烏克蘭人6人、喬治亞人2人（史達林與貝利亞）、白俄羅斯人2人（索科洛夫斯基與雅庫波夫斯基）、亞美尼亞人1人（巴格拉米扬）和波蘭人1人（羅科索夫斯基），而鐵木辛哥、馬利諾夫斯基、貝利亞的族裔較有爭議。各元帥社會背景亦大為不同，官方文件所載共22人來自農村，據稱有5人來自工人階級家庭、另有4人是白領職員之子。出身社會地位較高者則有鄉紳貴族（圖哈切夫斯基）、中產階級（葉戈羅夫）、牧師之子（華西列夫斯基）和商人之子（比留佐夫）等。然而這些數字真實性存疑，如阿赫羅梅耶夫、伏罗希洛夫、烏斯季諾夫、沙波什尼科夫資料遺失，有些內容也與沙俄政府文件記錄不吻合。大多數元帥來自農村地區，僅4人（馬利諾夫斯基、布爾加寧、巴季茨基和烏斯季諾夫）出生於各省會城市，另有7人（葉戈羅夫、沙波什尼科夫、史達林、羅科索夫斯基、比留佐夫、科舍沃伊和索科洛夫）來自縣城:7。
各元帥獲得晉升的年齡存在很大的差異，圖哈切夫斯基是最年輕者（42歲），而布里茲涅夫是最年長者（69歲），其次為索科洛夫（67歲），平均晉升年齡則為54歲。各服務年資同樣差距甚大，伏罗希洛夫僅在紅軍中服役17年便升至元帥，而亞佐夫則長達49年，平均則為35年。布瓊尼是晉升元帥後仍繼續服役時間最久者（38年）、圖哈切夫斯基則是最短的（2年）:6。除了比留佐夫因飛機失事死於南斯拉夫貝爾格萊德一帶的阿瓦拉山外，所有元帥皆於莫斯科去世，1976年前去世者大多埋葬於克里姆林宮紅場墓園，科舍沃伊、巴季茨基、莫斯卡連科、庫爾科特金與奧加爾科夫葬於新圣女公墓，崔可夫葬於伏尔加格勒馬馬耶夫崗:6，阿赫羅梅耶夫則葬於特罗耶库罗夫公墓。元帥的教育背景各異，僅有14人自總參謀部學院畢業、12人曾於伏龙芝军事学院學習（崔可夫甚至還取得了雙學位）、2人曾就讀於冶金學院（布里茲涅夫與布留赫尔），其餘15名元帥沒有受過大學教育，伏罗希洛夫連高中文憑也沒有，華西列夫斯基也只在總參謀部學院學習過短短一年。服役經歷方面，有6名元帥曾於帝俄軍隊中當過軍官:7，位階最高的是曾為上校的沙波什尼科夫:6，葉戈羅夫甚至還曾在國內戰爭時站在白軍的亞歷山大·瓦西里耶維奇·高爾察克下擔任炮兵連的低級軍官，後來逃跑加入了紅軍:6。晉升當下從事的職務方面，有6名蘇聯元帥為二戰方面軍司令、5名國防部長、4名蘇聯武裝部隊總參謀長、4名蘇聯駐德部隊司令、4名軍區司令、3名國防部長的高級幕僚，其餘15位則擔任各種重要軍事職務。1941年6月對德戰爭開始時，蘇聯僅5名元帥，而至1945年5月6日戰爭結束後已增至12人，之後又因為個別元帥的死亡或降級，總人數有相應的增減，而1968年4月15日至5月10日期間為蘇聯元帥受銜者最多的時期，高達20人。
41名元帥同樣各自命運不同。大部分元帥為自然死亡，少數則有1人死於空難（比留佐夫）、1人死於自殺（阿赫羅梅耶夫）、5人死於政治迫害（圖哈切夫斯基、布留赫尔、葉戈羅夫、庫利克和貝利亞）。其中庫利克的遭遇相當波折，其軍階多次更動，他先於1942年2月16日因指揮失誤而被蘇聯最高法院剝奪蘇聯元帥軍階、蘇聯英雄稱號與一切國家獎勵、貶為列兵，一個月後又被授予少將軍階、1943年3月晉升中將、1945年7月又被降為少將和被開除黨籍、於1946年6月被強迫退役。1947年1月，庫利克被捕，於1950年8月24日被蘇聯最高法院軍事法庭判處死刑，以少將軍階去世，直到1957年9月28日才恢復蘇聯元帥軍階:9。圖哈切夫斯基、葉戈羅夫與貝利亞在被捕、處決前不久也被剝奪了蘇聯元帥軍階，而除了貝利亞外所有人都被平反、恢復元帥的身份。1958年布爾加寧在政治鬥爭中落敗，同樣被剝奪元帥軍階、降為上將。蘇聯海軍總司令尼古拉·格拉西莫維奇·庫茲涅佐夫也有類似的經歷（見下文）。蘇聯元帥中除了上述列舉者外，亦有多人曾經蒙冤入獄、受到酷刑折磨，包括1937年大清洗正酣時羅科索夫斯基曾被控「騎兵軍的供應工作管理混亂」、「與波蘭和日本間諜機關有聯繫」而被捕，被嚴刑拷打並投入監獄，直到1940年才被釋放出獄、返回軍隊:9；1941年蘇聯戰爭爆發後不久，時任副國防人民委員梅列茨科夫也同樣被捕，在內務人民委員部總部被控為「英國間諜」，為迫使其認罪，刑訊人員還打斷其肋骨；1953年，曾於大清洗期間簽署多道逮捕令、協助內務人民委員部逮捕蘇軍高級將領的伏羅希洛夫元帥，此時也已被列為「英國間諜」名單、後因史達林於同年去世，逃過遭到逮捕的命運:9。蘇聯解體前不久，亞佐夫元帥也因為曾經於1991年8月參加國家緊急狀態委員會、發動企圖推翻蘇聯最高領導人米哈伊尔·谢尔盖耶维奇·戈尔巴乔夫統治的八一九事件而被送入監獄，直到1994年1月俄羅斯國家杜馬發布的特赦中獲釋:9。

## 制服勳飾、福利與俸祿

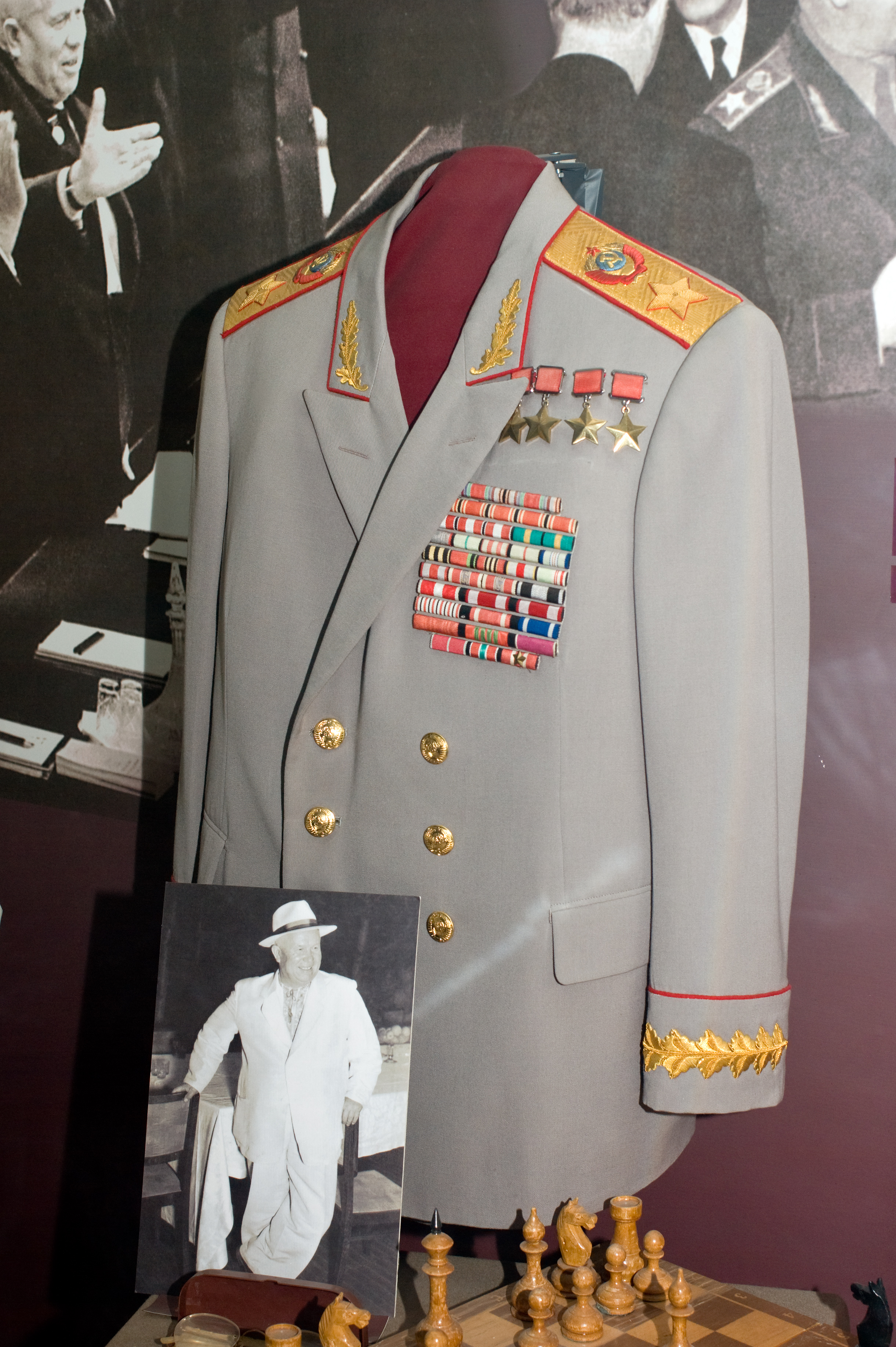
朱可夫元帥的1954年式元帥夏季常服

1935年12月3日，國防人民委員部以第176號命令引入新式軍服與軍階:73，蘇聯紅軍由此開始使用被稱作「1935年式」的軍服與軍階，蘇聯元帥有了獨特的識別標記，其領章為紅底、中央帶有單獨刺繡的金星（大衣直徑6公釐、制服直徑5公釐）、袖章為紅底縫上大面積的金線、邊緣露出一截紅邊、褲章則為紅線作區別:73、76。儘管除上述各章外與其他軍官的制服幾乎無異，但元帥服在用料與作工上擁有較高的水準:37。1940年5月，蘇聯為鼓舞士氣、提高軍人形象，推出了新式軍服與軍階，即「1940年式」軍服與軍階，此型亦首次將軍服分作禮服、常服和勤務服三大類:55。根據第212號命令，元帥領章將金星縮小至直徑4.4公釐:93，並在之下刺繡左右各一條的金色月桂枝，袖章改將金線刺繡於章體上下各一處，中間則刺有左右各一邊的金色月桂枝，兩者中央還有鐮刀鐵鎚的圖樣。1943年1月6日，蘇聯推出「1943年式」軍階與軍服，引入了肩章:77，第25號命令規範蘇聯元帥肩章呈金色底、紅色邊框的六邊形、中間一枚直徑50公釐的銀星:96。至同年10月27日，元帥肩章將銀星下移，新增了蘇聯國徽圖樣:90。1955年12月，蘇軍又下發新式肩章，元帥的肩章銀星被改為紅邊框的金星:148。
蘇聯元帥擁有一種標誌身份的特殊飾物——「元帥星」，其於1940年9月2日由蘇聯最高蘇維埃主席團設立，還同時授予蘇聯最高蘇維埃主席團特別證章與證書:3。「元帥星」分作「大元帥星」與「小元帥星」兩種，「大元帥星」為直徑44.5公釐的鉑金製五角星，中間鑲有2.62克拉的鑽石、五個角上還共鑲有25顆鑽石（總重1.25克拉）、五個內角還各鑲有1顆鑽石（總重3.06克拉），總重為36.8格林，以一條寬35公釐的絲帶和掛件配戴於元帥禮服領口正下方或領帶節上:3，蘇聯元帥和「蘇聯海軍元帥」晉升者可獲得「大元帥星」。「小元帥星」則是設計較為樸素，少個內角的五顆鑽石，其各處鑲嵌的鑽石克拉亦僅2.95克拉、小於「大元帥星」。1943年設置的「軍兵種主帥」、「軍兵種元帥」以及1962年設置的「海軍元帥」晉升者可獲得「小元帥星」。若元帥去世或收到降級處罰，「元帥星」需歸還克林姆林宮的金剛石基金會:3。
一般情況下，晉升至將軍或元帥即有著社會與經濟方面的多項福利，包括免稅、教育機會、從軍需品中獲益、免費醫療以及政府公設住房。將軍的薪俸與其軍階高低相應，1943年的「海軍元帥」和蘇聯元帥年薪為40,000盧布，而最低階的少將僅19,000盧布。擔任高級職務者、擁有特殊勳章者還有額外津貼，如列寧勳章獲得者每年可領取300盧布、紅星勳章180盧布。其他還有許多個人津貼，用於獎勵個別將軍與元帥。1947年和1961年的貨幣改革使盧布的價值提高約10倍，因此帳面上年薪被降為4,000盧布，而到了1960年赫魯雪夫時代許多福利和津貼又進一步取消。據估計，1970年代中期的蘇聯元帥與蘇聯海軍元帥月薪約2,000盧布:216-218。

1935年式袖章
1935年式領章
1940年式袖章
1940年式領章
1943年式肩章
1955年式肩章
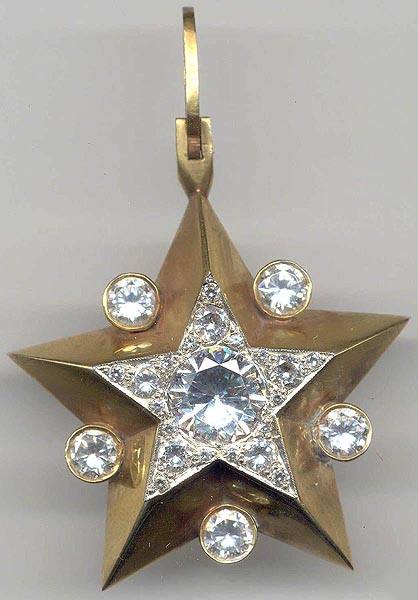
大元帥星

## 列表
- 代表被剝奪蘇聯元帥軍階，之後未恢復者
- 代表被剝奪蘇聯元帥軍階，之後恢復者

| #  | 照片 | 姓名                                 | 出生日期       | 受銜日期                                                             | 時任職務                                                                | 去世日期       |
| -- | ---- | ------------------------------------ | -------------- | -------------------------------------------------------------------- | ----------------------------------------------------------------------- | -------------- |
|    |      |                                      |                |                                                                      |                                                                         |                |
| 1  |      | 克里門特·葉弗列莫維奇·伏羅希洛夫     | 1881年2月4日   | 1935年11月20日                                                       | 蘇聯國防人民委員                                                        | 1969年12月2日  |
|    |      |                                      |                |                                                                      |                                                                         |                |
| 2  |      | 米哈伊爾·尼古拉耶維奇·圖哈切夫斯基   | 1893年2月16日  | 1935年11月20日 1937年6月11日被剝奪軍階:437 1957年1月31日恢復元帥軍階 | 蘇聯國防副人民委員                                                      | 1937年6月11日  |
|    |      |                                      |                |                                                                      |                                                                         |                |
| 3  |      | 謝苗·米哈伊洛維奇·布瓊尼             | 1883年4月25日  | 1935年11月20日                                                       | 工農紅軍騎兵總監                                                        | 1973年10月26日 |
|    |      |                                      |                |                                                                      |                                                                         |                |
| 4  |      | 亞歷山大·伊里奇·葉戈羅夫             | 1883年10月13日 | 1935年11月20日 1939年2月22日被剝奪軍階 1956年3月14日恢復元帥軍階     | 工農紅軍總參謀長                                                        | 1939年2月23日  |
|    |      |                                      |                |                                                                      |                                                                         |                |
| 5  |      | 瓦西里·康斯坦丁诺维奇·布留赫尔       | 1889年11月19日 | 1935年11月20日 1939年3月10日被剝奪軍階 1956年3月14日恢復元帥軍階     | 红旗远东特别集团军司令                                                  | 1938年11月9日  |
|    |      |                                      |                |                                                                      |                                                                         |                |
| 6  |      | 謝苗·康斯坦丁諾維奇·鐵木辛哥         | 1895年2月18日  | 1940年5月7日                                                         | 蘇聯國防人民委員                                                        | 1970年3月31日  |
|    |      |                                      |                |                                                                      |                                                                         |                |
| 7  |      | 格里戈里·伊萬諾維奇·庫利克           | 1890年11月9日  | 1940年5月7日 1942年2月16日被剝奪軍階 1957年9月28日恢復元帥軍階       | 副國防人民委員 軍械部部長                                               | 1950年8月24日  |
|    |      |                                      |                |                                                                      |                                                                         |                |
| 8  |      | 鮑里斯·米哈伊洛維奇·沙波什尼科夫     | 1882年10月2日  | 1940年5月7日                                                         | 工農紅軍總參謀長                                                        | 1945年3月26日  |
|    |      |                                      |                |                                                                      |                                                                         |                |
| 9  |      | 格奧爾基·康斯坦丁諾維奇·朱可夫       | 1896年12月1日  | 1943年1月18日                                                        | 蘇聯第一副國防人民委員 最高統帥部副最高統帥                             | 1974年6月18日  |
|    |      |                                      |                |                                                                      |                                                                         |                |
| 10 |      | 亞歷山大·米哈伊洛維奇·華西列夫斯基   | 1895年9月30日  | 1943年2月16日                                                        | 工農紅軍總參謀長                                                        | 1977年12月5日  |
|    |      |                                      |                |                                                                      |                                                                         |                |
| 11 |      | 約瑟夫·維薩里奧諾維奇·史達林         | 1879年12月21日 | 1945年6月27日                                                        | 蘇共中央總書記 蘇聯武裝力量最高統帥 蘇聯國防委員會主席 蘇聯國防人民委員 | 1953年3月5日   |
|    |      |                                      |                |                                                                      |                                                                         |                |
| 12 |      | 伊萬·斯捷潘諾維奇·科涅夫             | 1897年12月28日 | 1944年2月20日                                                        | 烏克蘭第2方面軍司令                                                     | 1973年5月21日  |
|    |      |                                      |                |                                                                      |                                                                         |                |
| 13 |      | 列昂尼德·亞歷山德羅維奇·戈沃羅夫     | 1897年2月22日  | 1944年6月18日                                                        | 列寧格勒方面軍司令                                                      | 1955年3月19日  |
|    |      |                                      |                |                                                                      |                                                                         |                |
| 14 |      | 康斯坦丁·康斯坦丁諾維奇·羅科索夫斯基 | 1896年12月21日 | 1944年6月29日                                                        | 白俄羅斯第1方面軍司令                                                   | 1968年8月3日   |
|    |      |                                      |                |                                                                      |                                                                         |                |
| 15 |      | 羅季翁·雅科夫列維奇·馬利諾夫斯基     | 1898年11月23日 | 1944年9月10日                                                        | 烏克蘭第2方面軍司令                                                     | 1967年3月31日  |
|    |      |                                      |                |                                                                      |                                                                         |                |
| 16 |      | 費奧多爾·伊萬諾維奇·托爾布欣         | 1894年6月16日  | 1944年9月12日                                                        | 烏克蘭第3方面軍司令                                                     | 1949年10月17日 |
|    |      |                                      |                |                                                                      |                                                                         |                |
| 17 |      | 基里爾·阿法納西耶維奇·梅列茨科夫     | 1897年6月7日   | 1944年10月26日                                                       | 卡累利阿方面军司令                                                      | 1968年12月30日 |
|    |      |                                      |                |                                                                      |                                                                         |                |
| 18 |      | 拉夫連季·帕夫洛維奇·貝利亞           | 1899年3月29日  | 1945年7月9日 1953年12月23日被剝奪軍階                                | 蘇聯內務人民委員 人民委員會副主席 國防委員會副主席                      | 1953年12月23日 |
|    |      |                                      |                |                                                                      |                                                                         |                |
| 19 |      | 瓦西里·丹尼洛維奇·索科洛夫斯基       | 1897年7月21日  | 1946年7月3日                                                         | 蘇聯駐德佔領軍總司令 蘇聯駐德軍事管局總指揮 對德管制委員會蘇方委員      | 1968年5月10日  |
|    |      |                                      |                |                                                                      |                                                                         |                |
| 20 |      | 尼古拉·亞歷山德羅維奇·布爾加寧       | 1895年6月11日  | 1947年11月3日 1958年11月26日降為上將                                 | 蘇聯部長會議副主席 蘇聯武裝力量部部長                                   | 1975年2月24日  |
|    |      |                                      |                |                                                                      |                                                                         |                |
| 21 |      | 伊万·霍夫汉内斯·巴格拉米扬           | 1897年12月2日  | 1955年3月11日                                                        | 蘇聯國防部總監察長                                                      | 1982年9月21日  |
|    |      |                                      |                |                                                                      |                                                                         |                |
| 22 |      | 謝爾蓋·謝苗諾維奇·比留佐夫           | 1904年8月21日  | 1955年3月11日                                                        | 蘇聯國防部副部長 國土防空軍司令                                         | 1964年10月19日 |
|    |      |                                      |                |                                                                      |                                                                         |                |
| 23 |      | 安德烈·安東諾維奇·格列奇科           | 1903年10月17日 | 1955年3月11日                                                        | 蘇軍駐德集群司令                                                        | 1976年4月26日  |
|    |      |                                      |                |                                                                      |                                                                         |                |
| 24 |      | 安德烈·伊萬諾維奇·葉廖緬科           | 1892年10月14日 | 1955年3月11日                                                        | 北高加索軍區司令                                                        | 1970年11月19日 |
|    |      |                                      |                |                                                                      |                                                                         |                |
| 25 |      | 基里爾·謝苗諾維奇·莫斯卡連科         | 1902年5月11日  | 1955年3月11日                                                        | 莫斯科軍區司令                                                          | 1985年6月17日  |
|    |      |                                      |                |                                                                      |                                                                         |                |
| 26 |      | 瓦西里·伊萬諾維奇·崔可夫             | 1900年2月12日  | 1955年3月11日                                                        | 基輔軍區司令                                                            | 1982年3月18日  |
|    |      |                                      |                |                                                                      |                                                                         |                |
| 27 |      | 马特维·瓦西里耶维奇·扎哈罗夫         | 1898年8月17日  | 1959年9月8日                                                         | 蘇軍駐德集群司令                                                        | 1972年1月31日  |
|    |      |                                      |                |                                                                      |                                                                         |                |
| 28 |      | 菲利普·伊万诺维奇·戈利科夫           | 1900年7月30日  | 1961年5月6日                                                         | 蘇聯陸海軍總政治部部長                                                  | 1980年7月29日  |
|    |      |                                      |                |                                                                      |                                                                         |                |
| 29 |      | 尼古拉·伊萬諾維奇·克雷洛夫           | 1903年4月16日  | 1961年5月6日                                                         | 莫斯科軍區司令                                                          | 1972年2月9日   |
|    |      |                                      |                |                                                                      |                                                                         |                |
| 30 |      | 伊萬·伊格納季耶維奇·雅庫鮑斯基       | 1912年1月7日   | 1967年4月12日                                                        | 蘇聯國防部第一副部長                                                    | 1976年11月30日 |
|    |      |                                      |                |                                                                      |                                                                         |                |
| 31 |      | 帕維爾·費多羅維奇·巴季茨基           | 1910年6月27日  | 1968年4月15日                                                        | 華約武裝部隊副司令 華約聯合武装力量防空部隊司令                         | 1984年2月17日  |
|    |      |                                      |                |                                                                      |                                                                         |                |
| 32 |      | 彼得·基里洛维奇·科舍沃伊             | 1904年12月21日 | 1968年4月15日                                                        | 蘇軍駐德集群司令                                                        | 1976年8月30日  |
|    |      |                                      |                |                                                                      |                                                                         |                |
| 33 |      | 列昂尼德·伊里奇·布里茲涅夫           | 1906年12月19日 | 1976年5月7日                                                         | 蘇共中央總書記 蘇聯國防委員會主席                                       | 1982年11月10日 |
|    |      |                                      |                |                                                                      |                                                                         |                |
| 34 |      | 德米特里·費奧多羅維奇·烏斯季諾夫     | 1908年10月30日 | 1976年7月30日                                                        | 蘇聯國防部長                                                            | 1984年12月20日 |
|    |      |                                      |                |                                                                      |                                                                         |                |
| 35 |      | 維克托·格奧爾基耶維奇·庫利科夫       | 1921年7月5日   | 1977年1月14日                                                        | 蘇聯國防部第一副部長 華約聯合武裝力量防空部隊司令                       | 2013年5月28日  |
|    |      |                                      |                |                                                                      |                                                                         |                |
| 36 |      | 尼古拉·瓦西里耶维奇·奥加尔科夫       | 1917年10月30日 | 1977年1月14日                                                        | 蘇聯國防部第一副部長 蘇聯武裝部隊總參謀長                               | 1994年1月23日  |
|    |      |                                      |                |                                                                      |                                                                         |                |
| 37 |      | 谢尔盖·列昂尼多维奇·索科洛夫         | 1911年7月1日   | 1978年2月17日                                                        | 蘇聯國防部第一副部長                                                    | 2012年8月31日  |
|    |      |                                      |                |                                                                      |                                                                         |                |
| 38 |      | 謝爾蓋·費多羅維奇·阿赫羅梅耶夫       | 1923年5月5日   | 1983年3月25日                                                        | 蘇聯國防部第一副部長 蘇聯武裝部隊總參謀長                               | 1991年8月24日  |
|    |      |                                      |                |                                                                      |                                                                         |                |
| 39 |      | 谢苗·康斯坦丁诺维奇·库尔科特金       | 1917年2月13日  | 1983年3月25日                                                        | 蘇聯國防部副部長 蘇聯武裝力量後勤部長                                   | 1990年9月16日  |
|    |      |                                      |                |                                                                      |                                                                         |                |
| 40 |      | 瓦西里·伊萬諾維奇·彼得羅夫           | 1917年1月15日  | 1983年3月25日                                                        | 蘇聯國防部副部長 蘇聯陸軍總司令                                         | 2014年2月1日   |
|    |      |                                      |                |                                                                      |                                                                         |                |
| 41 |      | 德米特里·季莫費耶維奇·亞佐夫         | 1924年11月8日  | 1990年4月28日                                                        | 蘇聯國防部長                                                            | 2020年2月25日  |

## 其他元帥

### 「蘇聯海軍元帥」與「海軍元帥」
蘇聯海軍亦有與蘇聯元帥相等的軍階，但演變過程十分複雜與混亂。最早蘇聯於1940年5月7日引入了海軍將官軍階，包括海軍少將、海軍中將、海軍上將和「海軍元帥」，但「海軍元帥」設置後長時間無人晉升，其對應的肩章設計也一直沒有確定下來。在史達林的介入後，暫定為等同大將的四星肩章。同年5月31日，海軍上將尼古拉·格拉西莫維奇·庫茲涅佐夫與伊萬·斯捷潘諾維奇·伊薩科夫晉升為「海軍元帥」。1945年5月23日，蘇聯決定改將「海軍元帥」肩章換成單一顆大星的款式，使其與蘇聯元帥的等級相同，而從缺與大將相對應的軍階。
1948年2月3日，庫茲涅佐夫被剝奪「海軍元帥」軍階，降為海軍少將。史達林去世後，庫茲涅佐夫才於1953年5月11日恢復「海軍元帥」軍階。1955年3月3日，「海軍元帥」更名為「蘇聯海軍元帥」，並頒發與蘇聯元帥款式相同的「大元帥星」，進一步表示兩者同級。時任蘇聯國防部第一副部長兼海軍總司令的庫茲涅佐夫與蘇聯海運部副部長伊薩科夫的軍階因此直接加冠「蘇聯」字樣予以晉升:6。1956年2月17日，庫茲涅佐夫再度被降級至海軍中將，伊薩科夫成了唯一一位「蘇聯海軍元帥」。1962年4月28日，蘇聯海軍再度引進「海軍元帥」軍階，與大將同級，但也授予「小元帥星」，同時，蘇聯還晉升謝爾蓋·格奧爾基耶維奇·戈爾什科夫海軍上將至該軍階。1967年10月28日——伊薩科夫去世兩週後，時任蘇聯國防部副部長兼海軍總司令的戈爾什科夫晉升「蘇聯海軍元帥」
:6，也是最後一位該軍階擁有者。此後蘇聯又在解體前晉升共9位「海軍元帥」，而戈巴契夫也在1988年恢復了庫茲涅佐夫的「蘇聯海軍元帥」軍階:10。
「蘇聯海軍元帥」與早期版的「海軍元帥」肩章基本與紅軍相同，主要區別在於不使用普通的五角星設計，而是中間刺有黑色船錨圖樣、五角星下方還另有以黑線刺繡的五角形（後為五角星）的“纳西莫夫星”:186、217。

### 「軍兵種主帥」與「軍兵種元帥」
除蘇聯元帥、「蘇聯海軍元帥」與「海軍元帥」外，蘇聯紅軍亦在多種兵種設置了對應的「元帥」。1943年1月16日，蘇維埃最高蘇維埃主席團宣佈設置航空兵、炮兵與裝甲兵三種的兵種元帥，即「軍兵種元帥」，同年10月9日，再設置了工程兵、通信兵元帥，以及高於「軍兵種元帥」的新階級——「軍兵種主帥」。「軍兵種元帥」的階級在官方公佈的軍階表中為上將、蘇聯元帥之下，與大將同級。然而跟大將不同的是，軍兵種元帥的肩章並非四顆星一字排列，而是採用類似蘇聯元帥的設計，為單一顆五角星和該兵種代表徽章的組合。「軍兵種主帥」與「軍兵種元帥」的肩章基本相同，僅將該星直徑降至40毫米，比蘇聯元帥肩章上的五角星（50公釐）來得小，外圈再加上一月桂葉桂冠。以上兩軍種元帥晉升者皆可獲得「小元帥星」。
第一位晉升「軍兵種元帥」的是炮兵上將尼古拉·尼古拉耶維奇·沃羅諾夫（於1943年1月18日），隔年2月21日，該人又晉升為第一位「軍兵種主帥」。總計共67名各兵種將領晉升至「軍兵種元帥」，其中空軍32人、炮兵13人、裝甲兵8人、工程兵6人、通信兵4人。更高一階的「軍兵種主帥」則共有13人，為空軍7人、炮兵4人、裝甲兵主帥2人。1984年4月26日，蘇維埃最高主席團廢除空軍與炮兵以外的兵種元帥。蘇聯解體後，俄羅斯於1993年發布的《俄羅斯陸軍章程》（Устав Российской армии）中規範將所有「軍兵種元帥」軍階由大將取代，「軍兵種主帥」則取消。2007年1月13日，最後一位「軍兵種主帥」鲍里斯·巴甫洛维奇·布加耶夫去世。2020年12月8日，最後一位被晉升為「軍兵種元帥」、也是蘇聯最後一任國防部長的葉夫根尼·伊萬諾維奇·沙波什尼科夫去世。

## 註解
1. 1 2  貝利亞為喬治亞少數民族明格列爾人，1930年的蘇聯人口普查中也早將明格列爾人單獨羅列[13]，但仍常見將貝利亞定為喬治亞人[14][12]:7。
2. ↑  鐵木辛哥被記錄為俄羅斯人與烏克蘭人兩者皆有[11]，根據張宏坤於期刊《軍事史林》所撰的〈蘇聯元帥大全〉一文稱其姓氏為烏克蘭人姓，但卻是俄羅斯人[12]:7。
3. ↑  馬利諾夫斯基是烏克蘭的卡拉伊姆人，為8世紀從中東遷到歐洲的民族，基本已斯拉夫化，現以色列和俄羅斯民間皆稱其為猶太人，而俄羅斯官方並未表態。馬利諾夫斯基本人則是在參加工農紅軍時首次填寫自己為卡拉伊姆人，之後一直寫是烏克蘭人[12]:7。
4. 1 2 3  除特別引用來源標注者，其餘本欄資料來源皆來自張宏坤載於期刊《軍事史林》2007年第12期所撰的「蘇聯元帥大全（下）」一文第9至第13頁[12]:9-13。
5. ↑  除特別引用來源標注者，其餘本欄資料來源皆來自張宏坤載於期刊《軍事史林》2007年第11期所撰的「蘇聯元帥大全（上）」一文第3至第5頁[2]:3-5。

## 資料來源
1. ↑  David Campbell. . Bloomsbury Publishing. 2020-02-20. ISBN 978-1-4728-3959-6 （英语）.
2. 1 2 3 4 5 6 7 8 9 10 11 12 13 14 15 16 17 18 19 20 21 22  張宏坤. . 军事史林. 2007, (11). ISSN 1002-4190 （中文）.
3. ↑  Joachim Hoffmann; Horst Boog; Jürgen Förster; Ernst Klink; Rolf-Dieter Müller; Gerd R. Ueberschär. . Stuttgart. 1987 （德语）.
4. 1 2  John Erickson.  3rd. London: Frank Cass. ISBN 0415408601 （英语）.
5. 1 2 3 4 5  П. ГЕРИЕВ. . Советская Россия. 2005-09-29, 129  [2021-05-02]. （原始内容存档于2019-09-10） （俄语）.
6. ↑  Ариадна Рокоссовская. . Российская газета. Российской газеты. 2005-02-18  [2021-05-02]. （原始内容存档于2021-05-03） （俄语）.
7. ↑  . warheroes.ru.   [2014-04-04]. （原始内容存档于2021-01-24） （俄语）.
8. ↑  Robert Service. . Cambridge: Harvard University Press. 2005  [2014-04-04]. ISBN 978-0-674-01697-2 （英语）.
9. ↑  Peter Gosztony.  1. Aufl. Wien: Molden. 1980. ISBN 3217006666 （德语）.
10. ↑  . Санкт-Петербург.Ру. 2006-11-10  [2021-05-02]. （原始内容存档于2017-12-10） （俄语）.
11. ↑  . www.samddn.ru.   [2021-05-06]. （原始内容存档于2021-05-06） （俄语）.
12. 1 2 3 4 5 6 7 8 9 10  張宏坤. . 军事史林. 2007, (12). ISSN 1002-4190 （中文）.
13. ↑  . www.demoscope.ru.   [2021-05-06]. （原始内容存档于2020-08-15） （俄语）.
14. ↑  Richard Cavendish. . www.historytoday.com. 2003-12-12  [2021-05-06]. （原始内容存档于2021-02-14） （英语）.
15. 1 2 3 4 5  Dmitri V. Sitchinava. . marshals.narod.ru.   [2021-05-02]. （原始内容存档于2003-12-19） （英语）.
16. 1 2 3 4  赫英斌. . 北京: 北京藝術與科學電子出版社. 2013. ISBN 978-7-89429-252-0 （中文）.
17. ↑  Albert Seaton; Michael Roffe. . Reading,: Osprey Publishing. 1972. ISBN 9780850451139 （英语）.
18. 1 2 3 4 5  徐海燕、孙浩. . 金城出版社. 2007. ISBN 9787800849299 （中文）.
19. ↑  Виталий Воловатов. . www.pnp.ru.   [2021-05-06]. （原始内容存档于2020-09-21） （俄语）.
20. 1 2 3  Dmitri V. Sitchinava. . marshals.narod.ru.   [2021-05-05]. （原始内容存档于2004-02-23） （俄语）.
21. ↑  David R. Jones (编). . Gulf Breeze: Academic International Press. 1980 （英语）.
22. ↑  Соколов Борис Вадимович. . Смоленск: Русич. 1999. ISBN 5-88590-956-3 （俄语）.
23. ↑  . okp.mil.ru.   [2021-05-06]. （原始内容存档于2021-05-06） （俄语）.
24. ↑  . www.ruscadet.ru.   [2021-05-06]. （原始内容存档于2020-07-27） （俄语）.
25. ↑  . xn--d1abichgllj9dyd8a.xn--90anlfbebar6i.xn--p1ai.   [2021-05-06]. （原始内容存档于2021-02-25） （俄语）.
26. ↑  . www.hrono.ru.   [2021-05-06]. （原始内容存档于2020-02-18） （俄语）.
27. 1 2  С. Е. Семёнов. . w.histrf.ru.   [2021-05-06]. （原始内容存档于2020-02-20） （俄语）.
28. ↑  Андрей Сидорчик. . aif.ru. 2015-06-10  [2021-05-06]. （原始内容存档于2015-06-11） （俄语）.
29. ↑  . www.warheroes.ru.   [2021-05-06]. （原始内容存档于2015-05-18） （俄语）.
30. ↑  . warheroes.ru.   [2021-05-06]. （原始内容存档于2020-10-25） （俄语）.
31. ↑  . www.warheroes.ru.   [2021-05-06]. （原始内容存档于2020-11-27） （俄语）.
32. ↑  . ТАСС. 2020-02-25  [2021-05-06]. （原始内容存档于2020-02-26） （俄语）.
33. 1 2 3  . flot.com.   [2021-05-04]. （原始内容存档于2021-05-04） （俄语）.
34. 1 2 3 4 5 6  Dmitri V. Sitchinava. . marshals.narod.ru.   [2021-05-06]. （原始内容存档于2012-01-15） （俄语）.
35. ↑  . stuki-druki.com. 2020-12-08  [2021-05-06]. （原始内容存档于2021-01-24） （俄语）.
36. ↑  . ТАСС.   [2021-05-06]. （原始内容存档于2020-12-09） （俄语）.